# Beleg van Noda
Het Beleg van Noda (Japans: 野田城の戦い, Nodajōnotatakai) was een slag tijdens de Japanse Sengoku-periode, in 1573. Takeda Shingen, een daimyo die streed om de macht in Japan, had recentelijk een overwinning behaald in de Slag bij Mikatagahara en besloot verder door te stoten in provincie Mikawa. Kasteel Noda, gelegen aan de rivier de Toyo (Toyokawa), stond onder bevel van Suganuma Sadamichi.
Shingen had een speciale eenheid van mijnwerkers, de kanabori-shu, die een tunnel groeven onder de kasteelgracht. Hierdoor was de verdediging van het kasteel aanzienlijk verzwakt en was de watervoorraad van de verdediging ontnomen. Het zou slechts een kwestie van wachten zijn tot het kasteel zich wel moest overgeven. Echter, onverwacht overleed Shingen, en werd het beleg afgebroken.
Wetenschappers zijn verdeeld over de doodsoorzaak van Shingen. Sommigen beweren dat hij is gestorven aan de gevolgen van een kogelwond (al dan niet toegebracht door een scherpschutter), volgens anderen is Shingen gestorven aan tuberculose. Zijn grootste rivaal, Uesugi Kenshin, zou hebben gehuild toen hij de dood van Shingen vernam.